# Robert Heron
Pour les articles homonymes, voir Héron (homonymie).
Robert Heron, né à New Galloway le 6 novembre 1764 et mort le 13 avril 1807, est un écrivain écossais.

## Biographie
Heron reçut une éducation ecclésiastique, et devint prédicateur suppléant la haute église d’Édimbourg. Pendant qu’il remplissait ces fonctions, il traduisit le Voyage en Arabie de Niebuhr. N’obtenant pas dans l’église l’avancement qu’il espérait, il s’adonna entièrement à la littérature, composant, traduisant et compilant pour les libraires.
Il se rendit à Londres en 1799, et malgré un travail acharné, il vécut dans la gêne et tomba dans la misère. Mis en prison pour dettes à Newgate, il n’en sortit que pour aller mourir à l’hôpital.
Les productions de Héron sont fort nombreuses ; la plus importante est une History of Scotland ; Perth, 1794-1799, 6 vol.

## Sources
- Jean Chrétien Ferdinand Hoefer, Nouvelle biographie universelle, t. 24, Paris, Didot, 1858, p. 453.